# 敞田制

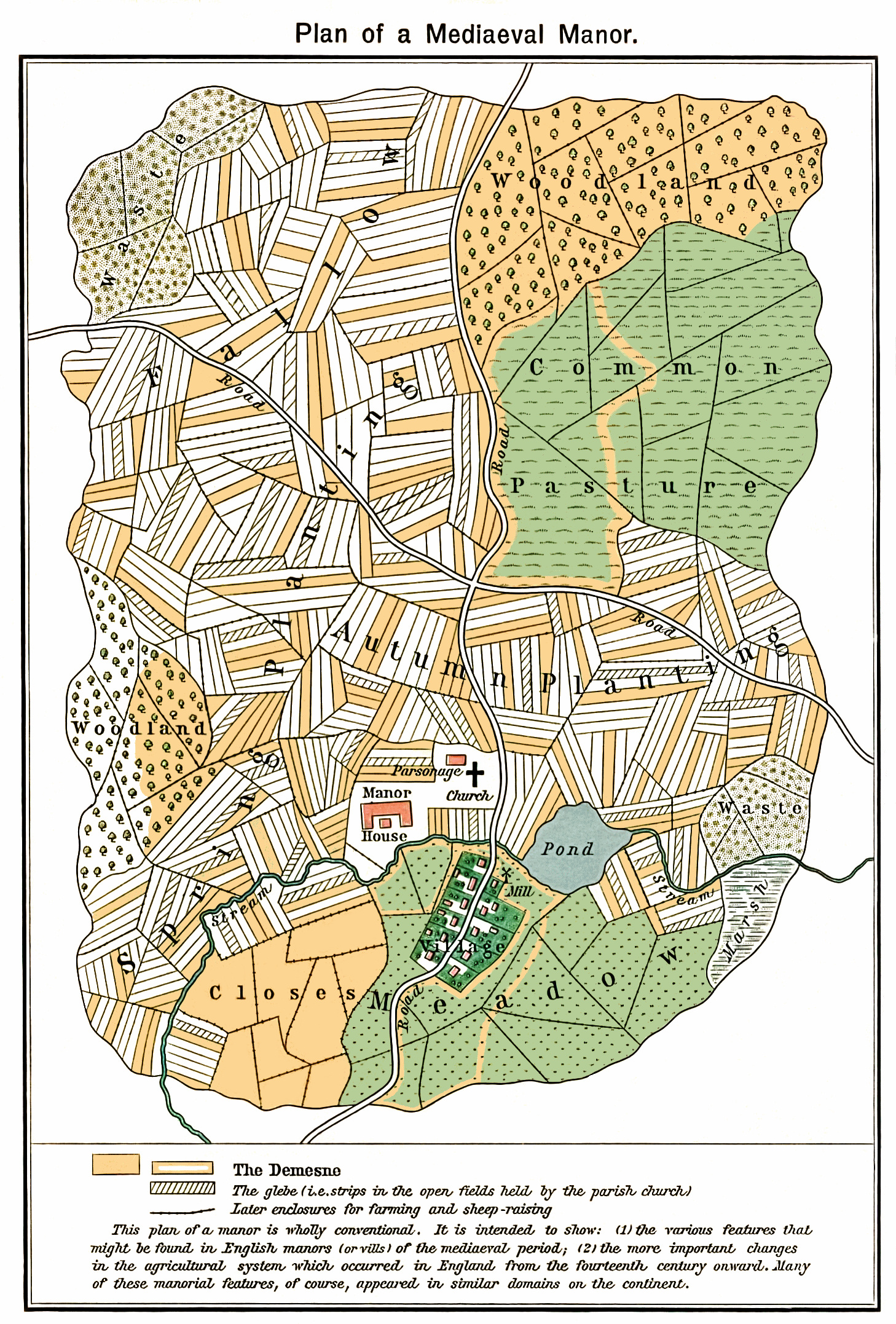
一张模拟的中世纪庄园地图，其中显示农地被分为条状。黄褐色的区域是领主自留地部分，阴影线的部分是教会附属地。（William R. Shepherd, Historical Atlas, 1923）

在中世纪的大部分时期，敞田制（英語：open-field system）是欧洲普遍的农业制度，该制度在西欧、俄罗斯、伊朗和土耳其的部分地区延续到20世纪。在敞田制下，每个庄园或村庄都有两三块大土地，通常每块有几百英亩，它们被分成许多狭窄的条状地块。这些条状耕地（selion）由个人或农民家庭耕种，他们通常被称为佃農（tenant）或农奴（serf）。庄园的财产还包括公用的林地和牧场，以及属于庄园主和教会的土地。农民通常居住在集村中的独立房屋中，附近有更大的莊園大屋和教堂。敞田制需要庄园居民之间的合作。
庄园领主、其官员和庄园法庭对该庄园实施管理，并对农民行使管辖权。领主收租，要求农民在他的私人土地上耕作，这就是所谓的领主自留地。
在中世纪，几乎没有土地被完全拥有。取而代之的是，一般而言，领主拥有国王授予的权利，而佃农则从领主那里租用土地。领主们要求佃农付出地租和劳动力，但佃农对耕地和公地拥有完全的使用权，且这些权利世代相传。中世纪的领主不能在没有法律根据的情况下驱逐一名佃农，也不能雇用劳动力来取代他。同样，大多数佃农也不能自由而不付出罚款而离开庄园前往其他地点或从事其他职业。资本主义的兴起和土地作为买卖商品的理念导致了敞田制的逐渐消亡。几个世纪以来，敞田制逐渐被土地私有制取代，尤其是在15世纪之后英格兰的圈地运动的过程中。法国、德国和其他北欧国家的制度与英国相似，不过欧洲大陆上敞田制的持续时间更久。美国新英格蘭地区的早期定居者实践了敞田制的某些元素。

## 延伸阅读
- Gray, Howard L. . Cambridge, MA; London: Harvard University Press; Merlin Press. 1959 [1915].
- Rackham, Oliver. . London: Weidenfeld & Nicolson. 1986. ISBN 978-0460044493. (On Britain, primarily England)
- Powell, Sumner Chilton. . Middletown, CT: Wesleyan University Press. 1963. (On the expansion of the open-field system into the New World)
- Hall, David. . Oxford: O.U.P. 2014. ISBN 978-0-19-870295-5.